# انتخابات الرئاسة الأوزبكية 1991
انتخابات الرئاسة الأوزبكية 1991 هي الانتخابات الرئاسية التي جرت في 1991، في أوزبكستان، لانتخاب رئيس أوزبكستان، فاز بالانتخابات إسلام كريموف.